# Ne le dis à personne (film, 1998)
Pour les articles homonymes, voir Ne le dis à personne.
Pour plus de détails, voir Fiche technique et Distribution.
Ne le dis à personne (No se lo digas a nadie) est un roman de Jaime Bayly et un film péruvien dirigé par Francisco José Lombardi sorti en 1998. Ce film fut le premier film à thématique LGBT produit au Pérou.

## Synopsis
Le récit traite du tabou que constitue l'homosexualité dans la société liménienne de la fin du XXe siècle, à travers l'histoire de Joaquin, jeune homme issu d'une famille de la haute bourgeoisie traditionnelle péruvienne qui va découvrir la manière dont il lui faudra vivre son homosexualité socialement.

## Fiche technique
- Titre français : Ne le dis à personne[1]
- Titre original : No se lo digas a nadie

## Distribution
- Santiago Magill : Joaquín Camino
- Lucía Jiménez : Alejandra
- Christian Meier : Gonzalo
- Giovanni Ciccia : Alfonso
- Carme Elias : Maricucha, la mère de Joaquín
- Hernán Romero : Luis Felipe, le père de Joaquín
- Carlos Fuentes : Gerardo
- Gianfranco Brero : le professeur d'université
- Vanessa Robbiano : le prostitué
- Carlos Tuccio : le confesseur
- Emilran Cossío : Dioni
- Anibal Zamoa : le travesti
- Jorge Lopez Cano : le propriétaire du bordel
- Alonso Alegría : le prêtre
- Gerardo Ruiz : Jorge
- Johnny Mendoza : l'acheteur de drogue
- Javier Echevarría : le recteur de l'université